# Понтевес
Понтеве́с (фр. Pontevès) — коммуна на юго-востоке Франции в регионе Прованс — Альпы — Лазурный берег, департамент Вар, округ Бриньоль, кантон Сен-Максимен-ла-Сент-Бом.
Площадь коммуны — 41,07 км², население — 657 человек (2006) с тенденцией к росту: 781 человек (2012), плотность населения — 19,0 чел/км².

## Население
Население коммуны в 2011 году составляло — 747 человек, а в 2012 году — 781 человек.
| 1962 | 1968 | 1975 | 1982 | 1990 | 1999 | 2006 | 2007 | 2011 | 2012 |
| ---- | ---- | ---- | ---- | ---- | ---- | ---- | ---- | ---- | ---- |
| 341  | 345  | 319  | 417  | 450  | 573  | 657  | 669  | 747  | 781  |

Динамика населения:

## Экономика

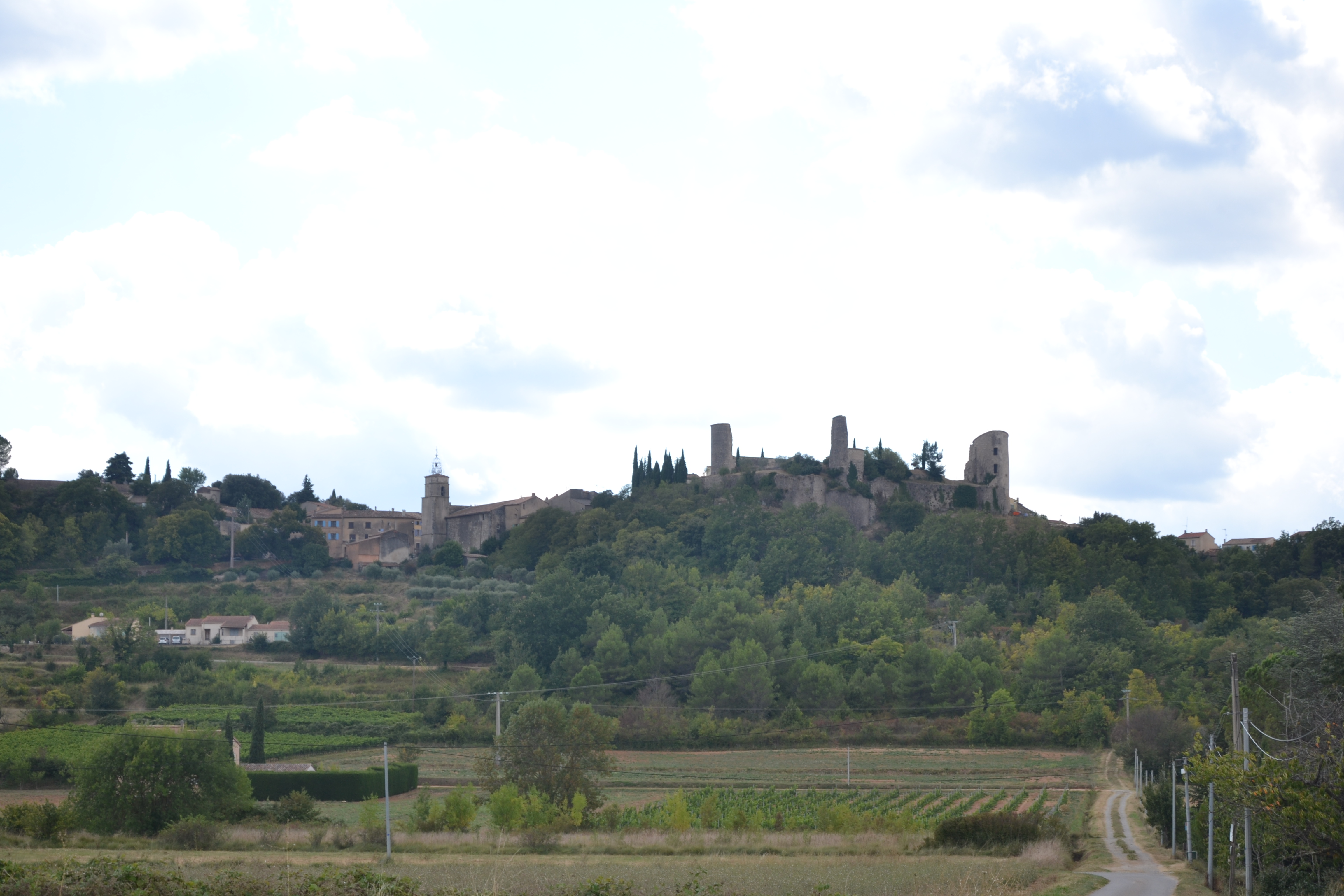
Вид на коммуну

В 2010 году из 421 человека трудоспособного возраста (от 15 до 64 лет) 292 были экономически активными, 129 — неактивными (показатель активности 69,4 %, в 1999 году — 66,1 %). Из 292 активных трудоспособных жителей работали 261 человек (136 мужчин и 125 женщин), 31 числились безработными (16 мужчин и 15 женщин). Среди 129 трудоспособных неактивных граждан 32 были учениками либо студентами, 54 — пенсионерами, а ещё 43 — были неактивны в силу других причин.
На протяжении 2010 года в коммуне числилось 311 облагаемых налогом домохозяйств, в которых проживало 713,5 человек. При этом медиана доходов составила 18 тысяч 904 евро на одного налогоплательщика.